# Sara Carrara
Sara Carrara (ur. 1 grudnia 1992 w Seriate) – włoska siatkarka, reprezentantka kraju. Gra na pozycji libero. Obecnie występuje w Serie A2, w drużynie Crema Volley.

## Kariera
- Pallavolo Bolgare 2003–2006
- Foppapedretti Bergamo 2006–2011
- Crema Volley (2011-)

## Osiągnięcia Reprezentacyjne

### Juniorskie
- 2009:  Mistrzostwa Europy Kadetek 2009

## Osiągnięcia Klubowe
- 2010:  Liga Mistrzyń
- 2011:  Mistrzostwo Włoch